# Fête de la Saint Joseph
 (juillet 2021).
La fête de la Saint-Joseph, également connue sous le nom de jour de la Saint-Joseph, est célébrée le 19 mars dans le christianisme occidental et constitue le principal jour célébrant saint Joseph, époux de la Vierge Marie et père nourricier de Jésus-Christ. Joseph est un saint dans l'Église catholique. Pour les catholiques qui suivent le missel de 1962, ce jour est considéré comme une fête de première classe. Avant 1962, cette fête était célébrée comme une fête au double rang de première classe. Cette fête est célébrée comme un jour de commémoration pour la Communion anglicane et comme une fête ou un festival au sein de l'Église Luthérienne. Le jour de la Saint Joseph symbolise celui de la Fête Patronale en Pologne ainsi qu'au Canada, pour les personnes portant le nom de Joseph ou Joséphine, ainsi que pour les Instituts religieux, les écoles et les paroisses qui portent son nom, et pour les charpentiers. Dans certains pays catholiques, notamment en Espagne, au Portugal ou en Italie, ce jour s'apparente à celui de la Fête des pères.
Le 19 mars fut le jour dédié à Saint Joseph dans plusieurs calendriers occidentaux à partir du Xe siècle. Cette coutume fut créée à Rome en 1479. Le Saint Pape Pie V a étendu son utilisation à l'ensemble du Rite Romain par sa Constitution Apostolique Quo primum du 14 juillet 1570. Depuis 1969, les Conférences Épiscopales peuvent, si elles le souhaitent, transférer la Fête de la Saint Joseph à une date hors de la période du Carême.
Entre 1870 et 1955, une autre fête fut célébrée en l'honneur de Saint Joseph, époux de la Bienheureuse Vierge Marie et Patron de l'Église Universelle, le dernier titre lui ayant été donné par le Pape Pie IX. À l'origine célébrée le troisième dimanche après Pâques, par une octave après Divino Afflatu par Saint Pie X, la fête de Saint Joseph fut déplacée au mercredi précédant Pâques. La fête a également été rebaptisée La Solennité de Saint Joseph. Cette célébration et l'accompagnement de son octave ont été abolis lors de la modernisation et de la simplification des rubriques, sous le Pape Pie XII en 1955. Il est toujours maintenu par les Catholiques suivant les Missels précédent 1955.
Dans le même temps, le Pape Pie XII a établi une fête supplémentaire destinée à fêter Saint Joseph le travailleur, célébrée le 1er mai afin de coïncider avec la célébration de la Journée internationale des travailleurs fêtée dans de nombreux pays. Auparavant, au 1er mai avait lieu la Fête des Apôtres Saint Philippe et Saint Jacques, déplacée au 11 mai (et au 3 mai en 1969). Dans le nouveau calendrier publié en 1969, la Fête de Saint Joseph le travailleur, qui avant occupait le rang le plus élevé possible dans le calendrier de l'Église, a été réduite à une place facultative dite de Memorial, c'est-à-dire le rang le plus bas pour un jour saint.
L'Église Orthodoxe célèbre la Saint Joseph le jour de la clôture de la fête de  Noël.[réf. nécessaire]
Les coutumes populaires des chrétiens à propos des différentes traditions liturgiques concernant le Jour de la Saint Joseph, attendaient que les fidèles soient nombreux durant la Messe et au moment de l'Eucharistie, soient vêtus de rouge, portent des fèves séchées ayant été bénies et assemblent devant leurs maisons des autels dédiés à Saint-Joseph.

## Jour férié
Le jour de la Saint-Joseph, donc le 19 mars, est férié dans plusieurs régions catholiques. 
En Suisse, il est par exemple férié dans ces cantons largement catholiques : Nidwald, Schwytz, Tessin, Uri et Valais, ainsi que dans les communes catholiques des cantons suivants : Grisons, Lucerne, Soleure, Zoug. 
Il est férié au Liechtenstein tout comme en Colombie.
En Autriche, le 19 mars est un jour férié pour les élèves et pour les services administratifs des Länder de Carinthie, de Styrie, du Tyrol et du Vorarlberg. Les salariés travaillent néanmoins pendant cette journée.
En Espagne, la Saint-Joseph est un jour férié dans les communautés de Madrid, Murcie et de Valence.
En France, ce jour n'est pas férié, mais certaines institutions catholiques célèbrent cette journée, éventuellement à un jour un peu différent. C'est le cas par exemple de certains établissements scolaires en Alsace-Moselle, notamment par l'application du concordat de 1801, toujours valable dans cette partie de la France.

## Traditions chrétiennes
Le 19 mars tombe toujours durant la période du Carême qui est traditionnellement un jour d'abstinence. C'est ce qui explique la coutume voulant qu'à la fête de Saint-Joseph des tables soient couvertes avec des plats sans viande.
Si la fête tombe un dimanche, autre que le Dimanche des Rameaux, celle-ci est célébrée le jour suivant, généralement le lundi 20 mars, mais seulement si une autre solennité (par exemple, un autre Saint patron de l'Église) n'est pas célébrée durant cette journée. Depuis 2008, si le jour de la Fête de Saint Joseph tombe pendant la Semaine Sainte, la célébration de sa fête est déplacée vers le jour le plus proche possible avant le 19 mars, généralement le samedi précédant la Semaine Sainte. Ce changement fut annoncé par la Congrégation pour le culte divin dans les Notitiae de mars–avril 2006 (lignes 475-476, page 96) afin d'éviter que la fête de la Saint-Joseph et l'Annonciation ne se produisent tout de suite après l'Octave de Pâques. Cette décision ne s'applique pas aux personnes utilisant le Missel de 1962 conformément aux dispositions de Summorum Pontificum ; quand ce missel est utilisé, ses rubriques doivent être respectées.

### Italie
En Sicile, mais aussi dans de nombreuses communautés italo-américaines, où saint Joseph est considéré par beaucoup comme leur Saint patron, des remerciements lui sont donnés le jour de sa fête (San Giuseppe en italien) pour avoir empêché la famine en Sicile durant le Moyen Âge. Selon la légende, il y aurait eu une grave sécheresse et les Siciliens prièrent leur Saint patron Joseph pour que la pluie revienne. Ils promirent que s'il répondait à leurs prières, ils prépareraient une grande fête pour l'honorer. La pluie arriva et les habitants de la Sicile préparèrent un grand banquet pour fêter et remercier leur Saint patron. La culture de la Vicia faba (ou fève) sauva la population de la famine et est aujourd'hui encore un élément traditionnel des autels dressés pour la Saint Joseph. Donner de la nourriture aux personnes dans le besoin est une coutume de la Saint Joseph. Dans certaines communautés, il est de tradition de porter des vêtements rouges et de manger une pâtisserie connue sous le nom de zeppole (créée en 1840 par Don Pasquale Pinatauro à Naples) le jour de la Saint Joseph. Le Maccu di San Giuseppe est dans la tradition sicilienne un plat composé de différents ingrédients. Le maccu une soupe préparée le jour de la fête avec comme ingrédient principal des fèves. La préparation de cette soupe remonte à l'ancien temps. 
Sur l'autel typique préparé pour la Saint Joseph, les gens placent des fleurs, des citrons, des bougies, du vin, des fèves, des gâteaux préparés spécialement pour ce jour, des pains et des biscuits (ainsi que des plats sans viande), et des zeppole. Les aliments sont traditionnellement servis avec des miettes de pain censées représenter la poussière présente dans les scieries, rappelant ainsi que Joseph était un charpentier. Comme la fête se produit durant le Carême, la tradition veut qu'aucune viande ne soit autorisée sur la table de célébration. L'autel a généralement trois niveaux pour représenter la Trinité.
À Lipari, principale des îles Éoliennes, au nord de la Sicile, la légende de saint Joseph est légèrement modifiée et raconte que des marins qui rentraient du Continent rencontrèrent une violente tempête qui menaçait de faire couler leur bateau. Ils prièrent alors saint Joseph pour qu'il les délivre et une fois sauvés, les marins jurèrent d'honorer saint Joseph chaque année le jour de sa fête. Le rituel liparien autorise également la viande durant la fête.
Certains villages, comme celui d'Avola, brûlaient du bois et des journaux sur les places du village le jour précédent la fête de la Saint Joseph pour le remercier. À Belmonte Mezzagno ce rituel est chaque année toujours présenté au public, pendant que les habitants crient des invocations au Saint en patois sicilien. Cela s'appelle Vampa di San Giuseppe (le feu de joie de Saint Joseph).
De spectaculaires célébrations sont aussi présentées à Bagheria. Joseph est même célébrée deux fois par an, la deuxième fois étant réservée spécialement pour les personnes de Bagheria revenant pour les vacances d'été d'autres régions d'Italie ou de l'étranger.
En Italie, le 19 mars est aussi le jour de la Fête des pères.

### Malte
Le jour de la Saint Joseph est l'un des jours fériés à Malte, il est connu sous le nom de Jum San Ġużepp. Les gens célèbrent la Messe le matin, et durant l'après-midi se réunissent pour un pique-nique. C'est une fête liturgique en particulier le dimanche en été. Cependant, la ville de Rabat célèbre la traditionnelle fête maltaise le 19 mars, où dans la soirée une procession avec la statue de Saint Joseph est promenée. Pour la ville de Żejtun cette journée est l'occasion de célébrer le Saint, connu aujourd'hui sous le nom de Jum il-Kunsill (la Jour du Conseil de Zejtun), alors que jusqu'à fin de l'année 2013 elle était appelée Jum iż-Żejtun (le Jour de Zejtun). Durant ce jour, d'éminente personne donnent l'Honneur de Zejtun (Ġieħ iż-Żejtun). Au cours des dernières années, l'Église paroissiale de Żejtun a célébré ces jours de fête avec une procession de la statue de Saint Joseph.

### Espagne
En Espagne, le jour de la Fête de la Saint Joseph est celui de la Fête des pères. Dans certaines parties de l'Espagne, il est célébré comme les Fallas.

### Les Philippines
Aux Philippines, de nombreuses familles ont conservé une tradition dans laquelle un vieil homme, une jeune femme et un petit garçon sont choisis parmi les pauvres et sont habillés respectivement comme Saint Joseph, la Vierge Marie et l'Enfant Jésus. Ils s'assoient ensuite autour d'une table dressée de la plus belle argenterie et porcelaine familiale. Une multitude de plats leur sont servis, ils sont parfois littéralement nourris à la cuillère par les adultes de la famille, tout cela pendant que la Neuvaine à Saint Joseph était récité depuis un autel situé à proximité, spécialement installé pour l'occasion. 

### États-Unis d'Amérique

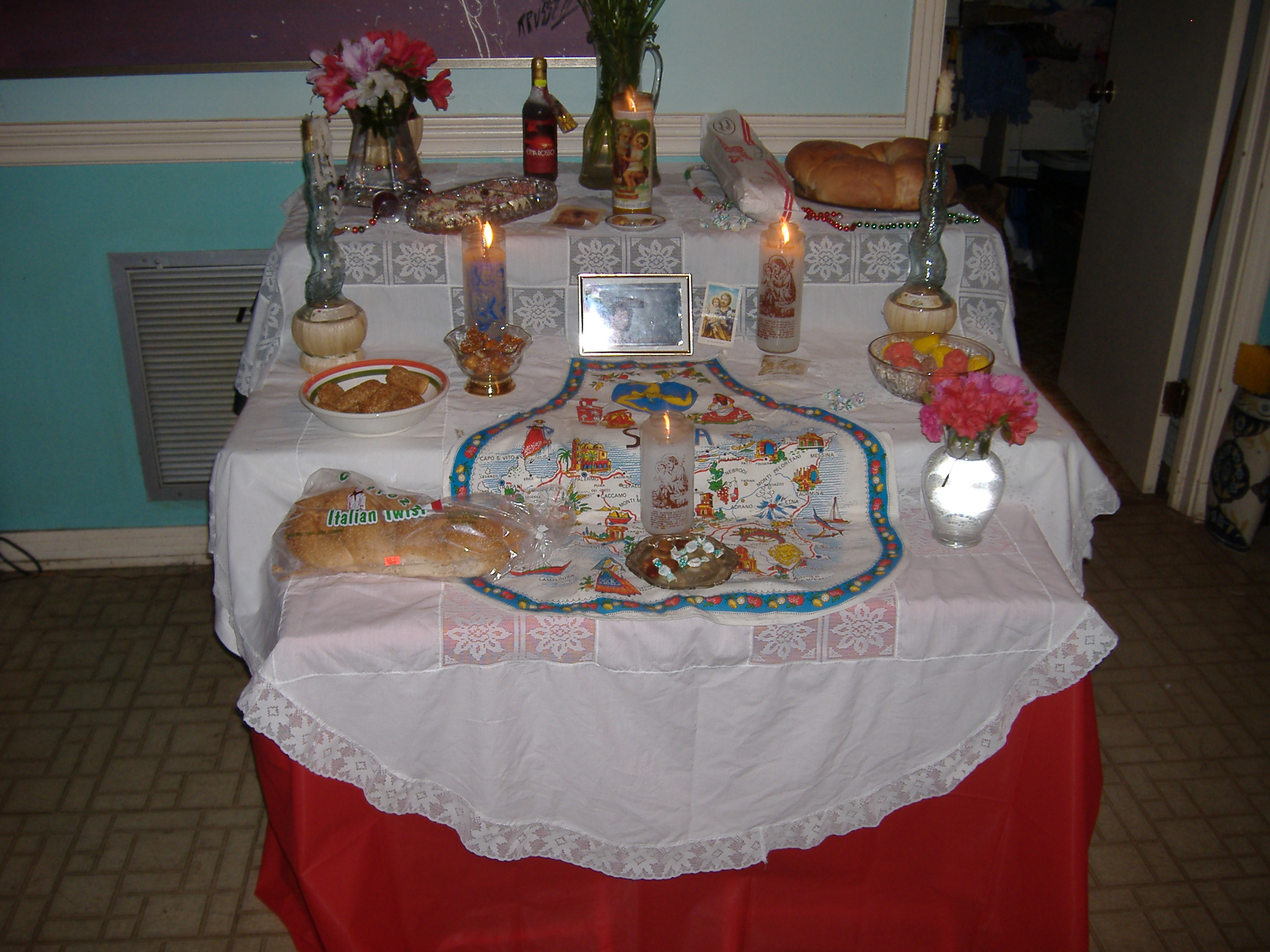
L'autel traditionnel de la Saint Joseph dans la Nouvelle-Orléans

À la Nouvelle-Orléans, en Louisiane, qui a été un important point d'entrée pour les immigrants Siciliens durant la fin du XIXe siècle, la Fête de la Saint Joseph est un événement à l'échelle de la ville. Des autels privés et publics sont traditionnellement construits pour célébrer la Saint-Joseph. Ces autels sont généralement ouvertes à tout visiteur souhaitant rendre hommage au saint. La nourriture est généralement donnée à la charité une fois les autels démantelés.
Il y a aussi des parades en l'honneur de Saint Joseph et des habitants italiens de la Nouvelle-Orléans, qui sont semblables à des clubs de marche et aux défilés de chars du Mardi Gras et de la Fête de la Saint Patrick. La tradition de la Nouvelle-Orléans affirme également qu'en enterrant une petite statue de Saint Joseph, la tête en bas, dans la cour d'une maison, celle-ci se vendra plus rapidement. En plus de toutes ces différentes traditions, les groupes des Indiens de Mardi gras mettent en scène leur dernier défilé de la saison le dimanche le plus proche du jour de la Saint Joseph, connu aussi sous le nom de Super dimanche, après quoi leurs costumes sont démontés.
Le jour de la Fête de Saint Joseph est aussi célébré dans d'autres communautés américaines possédant de fortes proportions italiennes comme dans la ville de New York ; d'Utica/Rome (NY), de Syracuse (NY), de Buffalo (NY), d'Hawthorne (NJ), d'Hoboken (NJ), de Jersey City (NJ) ; de Kansas City (MO) ; de Chicago ; de Gloucester (Massachusetts) ; et de la Providence de Rhode Island, où l'observance religieuse (qui a lieu juste après la Fête de la Saint-Patrick) s'exprime à travers le port de la couleur rouge, c'est-à-dire le fait de porter des vêtements ou des accessoires rouges comme pour la tradition de la Fête de la Saint-Patrick avec le port de la couleur verte. Des tables du jour de la Saint Joseph peuvent également être trouvées dans le Rockford et l'Elmwood Park, dans l'Illinois.
Les américains d'ascendance polonaise, en particulier ceux du Midwest et de la Nouvelle-Angleterre, qui portent le nom de Joseph, célèbrent sa fête (Dzien Swietego Jozefa) comme le jour de la fête de leur Saint patron. Symbole de fierté ethnique et de solidarité envers leurs confrères italiens, les paroisses catholiques polonaises célèbrent souvent les fêtes de la Saint Joseph connu sous le nom de Tables de Saint Joseph ou d'Autels de Saint Joseph, et affichent des statues et des cartes de Saint Joseph. Comme le jour de sa fête tombe durant le Carême, aucune viande n'est servie durant les repas.
Dans les régions de la Mi-Atlantique, le jour de la Saint-Joseph est traditionnellement associé avec le retour des poissons (migration anadrome), tel que le bar rayé, dans leurs rivières natales comme au Delaware.[réf. nécessaire]
Le jour de la fête de la Saint Joseph est aussi le jour où traditionnellement, les hirondelles reviennent à la Mission San Juan Capistrano après être allées dans le sud durant l'hiver.